# Eleutherodactylus turpinorum
Eleutherodactylus turpinorum là một loài ếch trong họ Leptodactylidae. Chúng là loài đặc hữu của Trinidad và Tobago.
Môi trường sống tự nhiên của nó là các khu rừng đất thấp ẩm nhiệt đới và cận nhiệt đới.